# Coccivora
Coccivora is een geslacht van wantsen uit de familie bloemwantsen (Anthocoridae). Het geslacht werd voor het eerst wetenschappelijk beschreven door McAtee & Malloch in 1925.

## Soorten
Het genus bevat de volgende soort:

- Coccivora californica McAtee & Malloch, 1925